# Fukušima-Takamacu
Fukušima-Takamacu (japonsky 福島高松駅, Fukušima-Takamacu-eki) je neobsazená železniční stanice společnosti JR Kjúšú na trati Ničinan. Zastavují zde osobní i spěšné vlaky.